# Cantone di Plœuc-sur-Lié
Il Cantone di Plœuc-sur-Lié era una divisione amministrativa dell'Arrondissement di Saint-Brieuc.
A seguito della riforma approvata con decreto del 13 febbraio 2014, che ha avuto attuazione dopo le elezioni dipartimentali del 2015, è stato soppresso.

## Composizione
Comprendeva 6 comuni:
- Le Bodéo
- La Harmoye
- L'Hermitage-Lorge
- Lanfains
- Plaintel
- Plœuc-sur-Lié